# Barrage de Maury
Le barrage de Maury, également appelé barrage de la Selves ou barrage de Saint-Amans-des-Cots, est un barrage français du Massif central, situé dans le département de l'Aveyron, en région Occitanie.

## Géographie

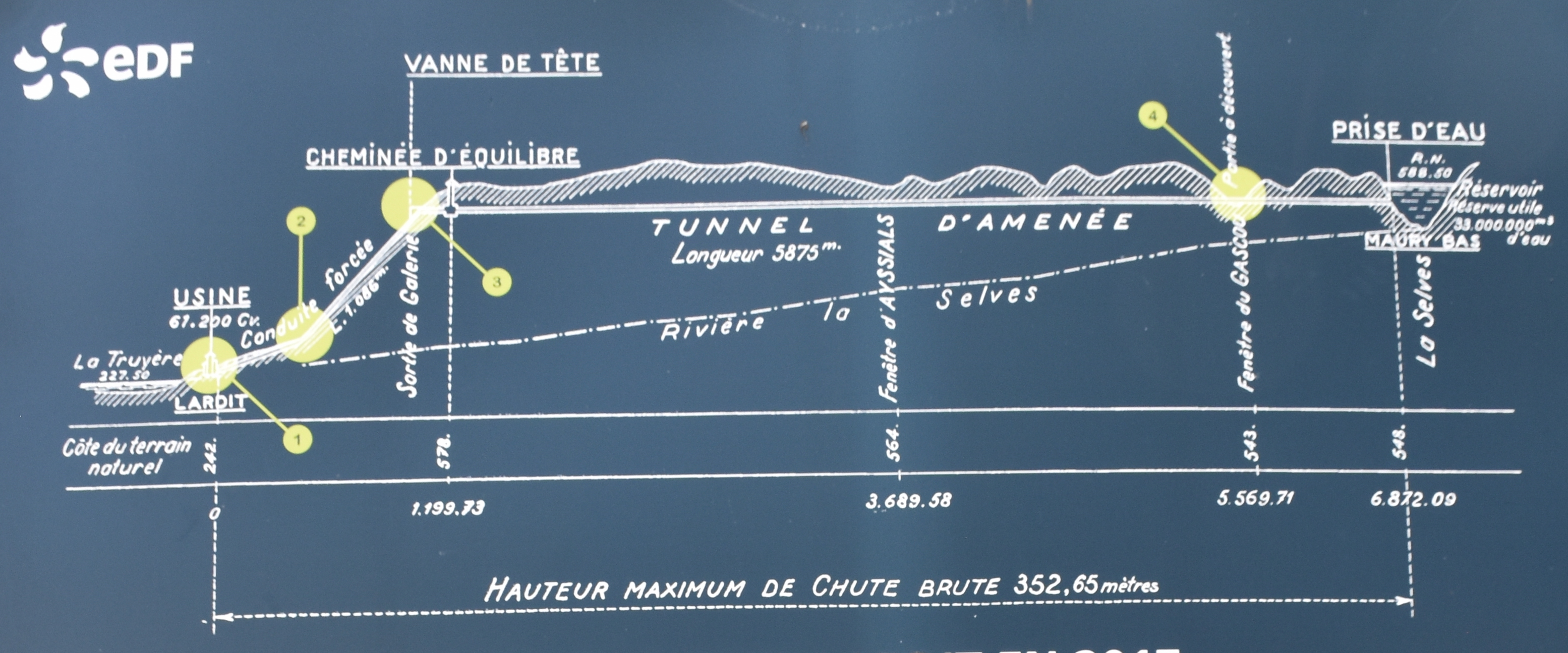
Shéma du barrage.

Le barrage de Maury est situé sur la Selves, un affluent de la rive gauche de la Truyère, dans le département de l'Aveyron. Il est implanté entre les communes de Florentin-la-Capelle et Saint-Amans-des-Cots, au sud du lieu-dit Maury. Il est doté de deux évacuateurs de crue.
Sa retenue, longue de quatre kilomètres porte le nom de lac de Maury, ou encore lac de la Selves. Elle est également alimentée par le Selvet.
Après un dénivelé de 336 mètres, une galerie longue de six kilomètres prolongée d'une conduite forcée d'un kilomètre de long, alimente la centrale hydroélectrique de Lardit située à l'extrême sud-ouest de la commune de Campouriez, en rive gauche de la Truyère, un kilomètre au nord-est du barrage de Cambeyrac.
Cette usine fonctionne avec deux groupes de turbines Francis, fournissant une puissance totale de 43 MW, et capables de produire annuellement en moyenne 95 GWh,.

## Histoire
La construction du barrage de Maury commence en 1940 et s'achève en 1947.

## Caractéristiques
C'est un barrage voûte en béton dont les caractéristiques techniques sont les suivantes :
- hauteur (par rapport au lit du cours d'eau) : 65 m[1]
- hauteur (par rapport aux fondations) : 72 m
- longueur : 185 m[1]
- largeur en crête : 2,50 m
- largeur à la base : 18 m
- deux groupes de turbines de type Francis[4]
- puissance installée 43 MW[1]
- volume du réservoir : 34,2 millions de m3[1]
- superficie du réservoir : 166 hectares[4]

## Galerie

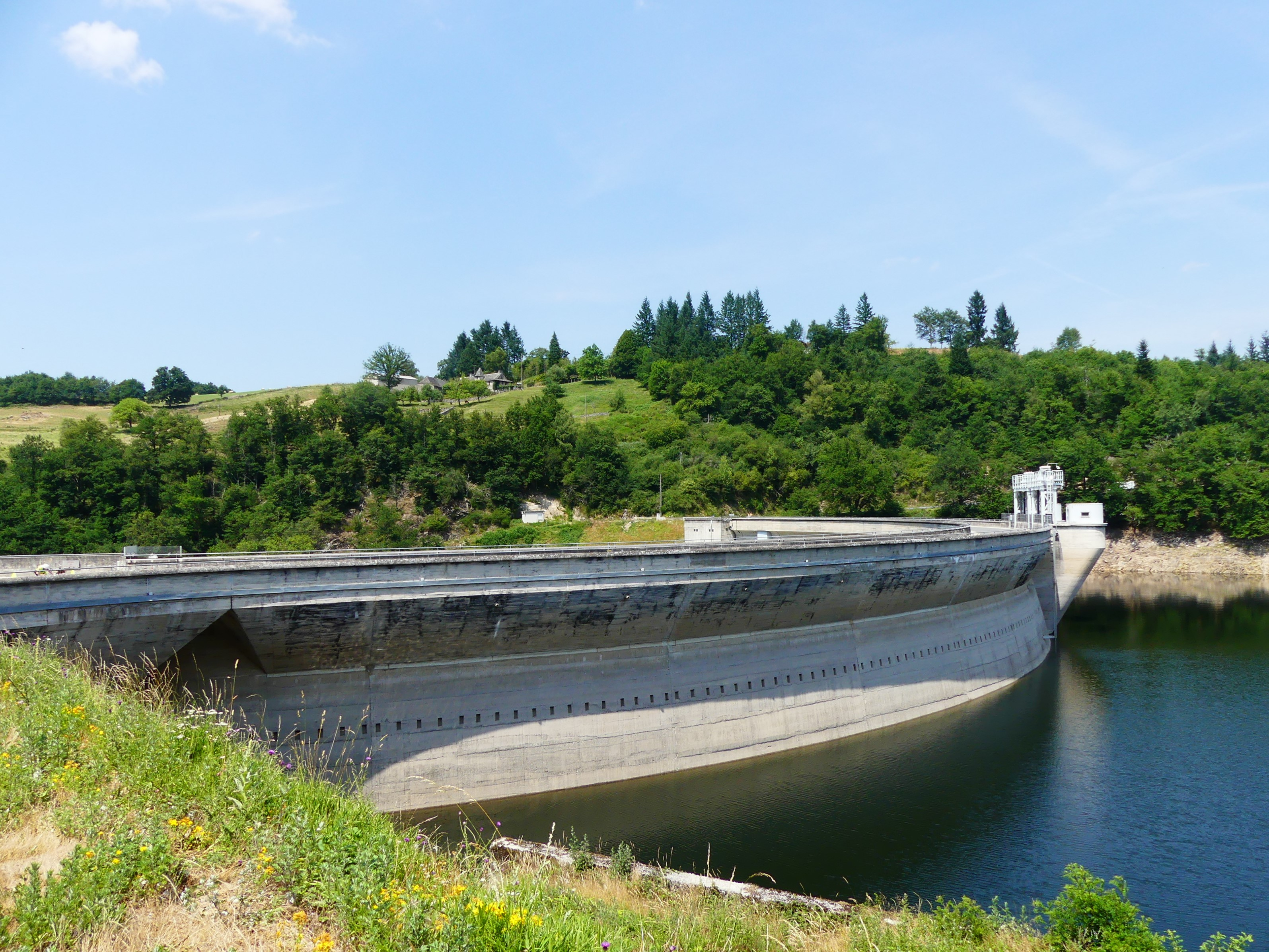
Le barrage.
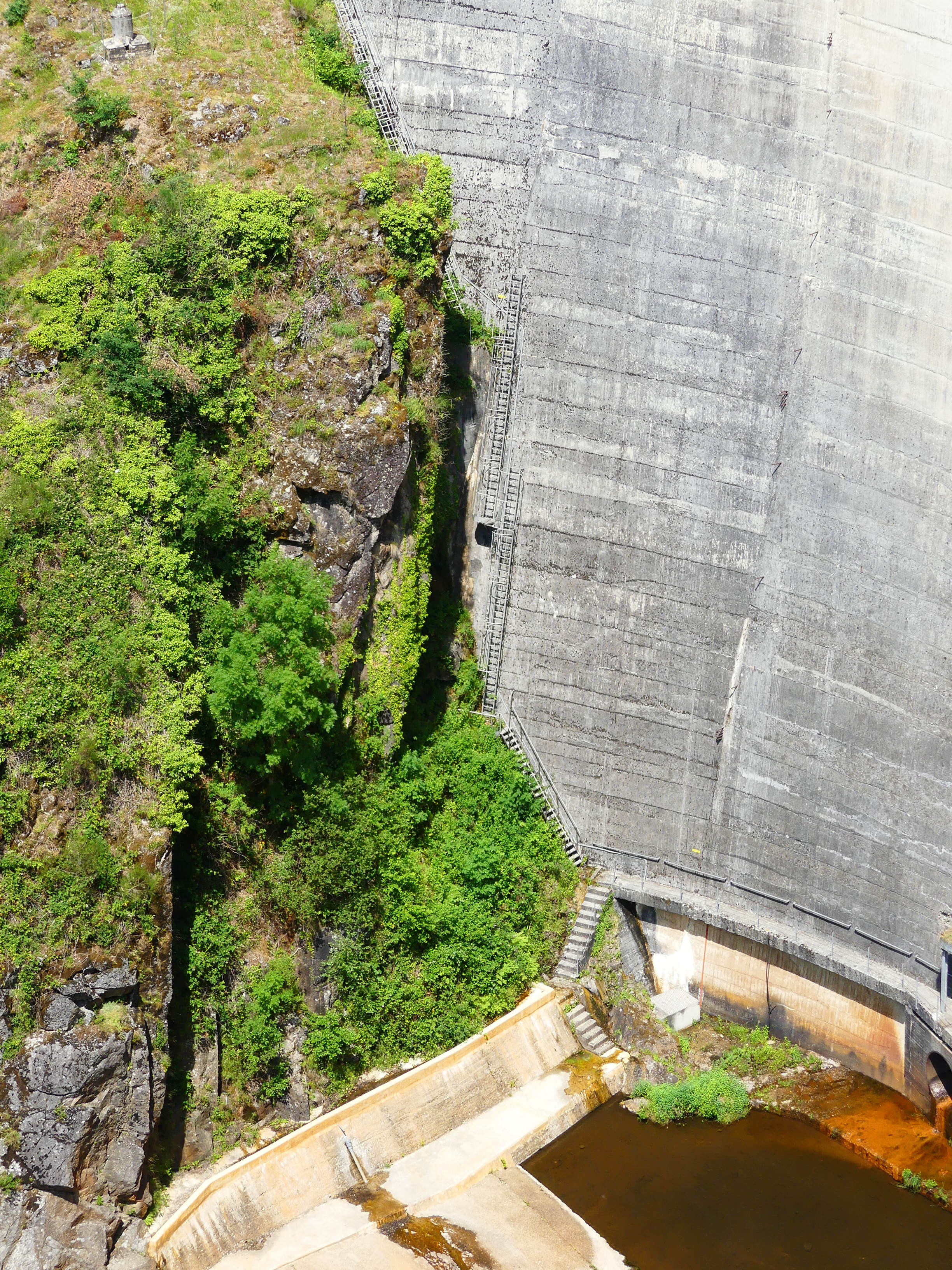
La base du barrage.
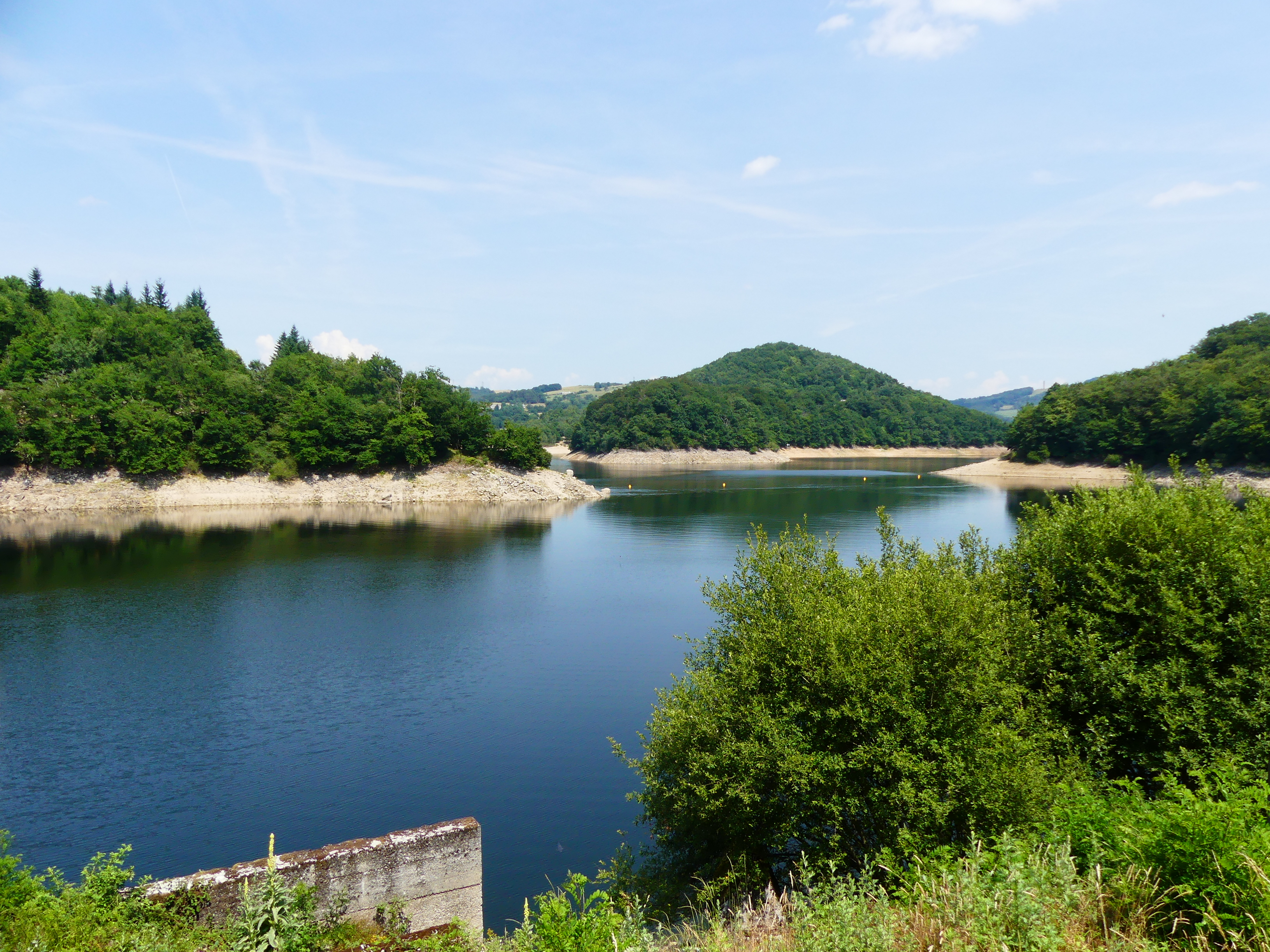
Le lac de Maury.
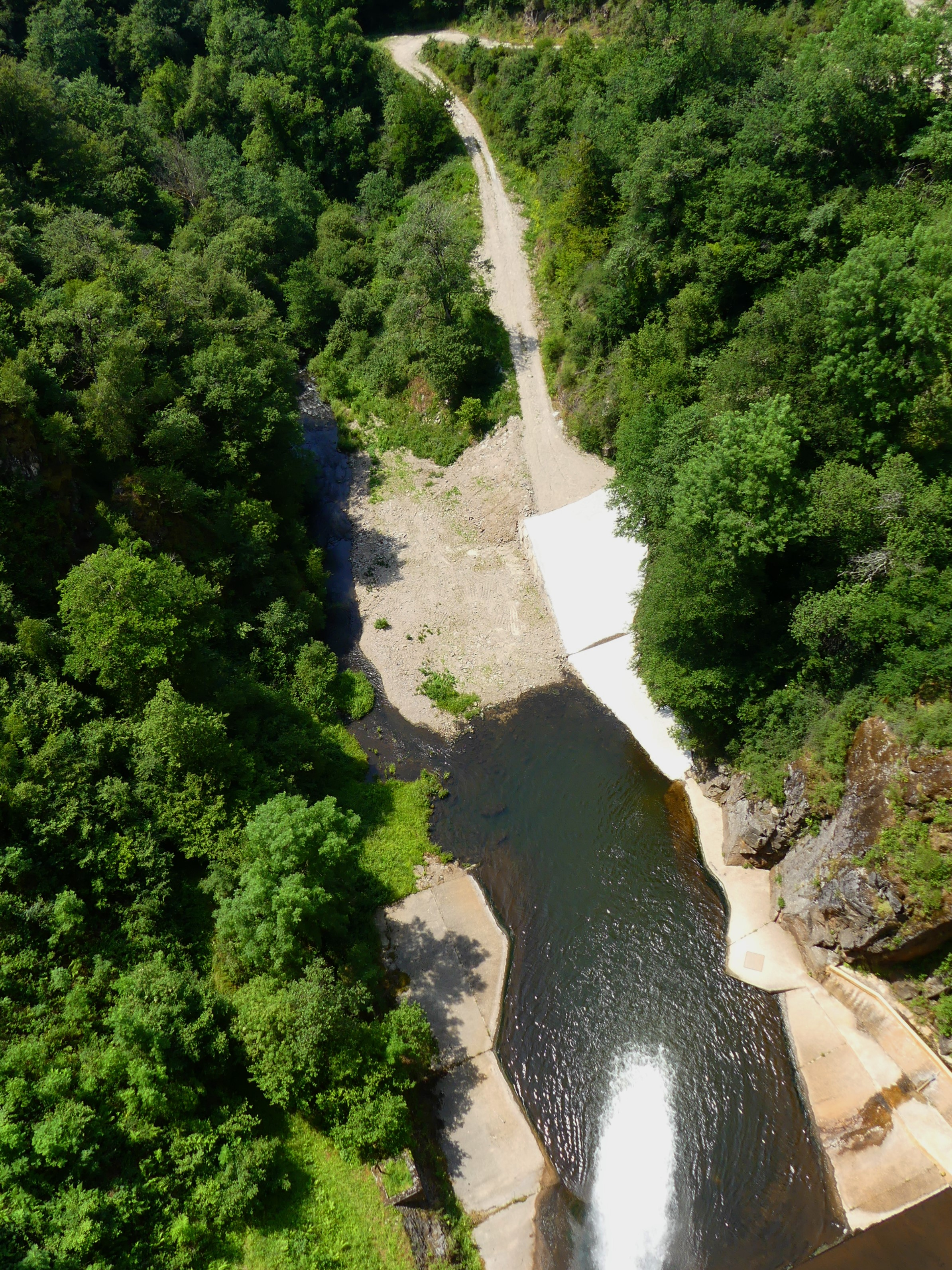
La Selves en aval du barrage.